# 1871 en Ontario
Chronologie de l'Ontario
- 1867
- 1868
- 1869
- 1870
- 1871
- 1872
- 1873
- 1874
- 1875

Cette page concerne des événements d'actualité qui se sont produits durant l'année 1871 dans la province canadienne de l'Ontario.

## Politique

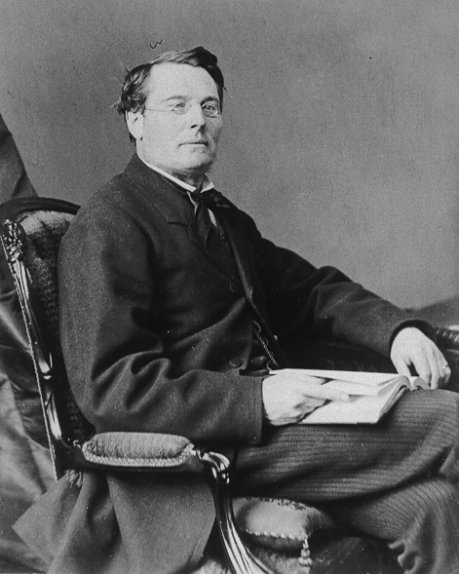
Edward Blake, 2e Premier ministre de l'Ontario

- Premier ministre: Edward Blake (Parti libéral) (face au sortant John Sandfield Macdonald (Parti libéral-conservateur))
- Chef de l'Opposition: Edward Blake (Parti libéral) puis Matthew Crooks Cameron (en) (Parti libéral-conservateur)
- Lieutenant-gouverneur: William Pearce Howland
- Législature: 1e puis 2e

## Événements

### Février
- 24 février : Le député fédéral conservateur de Hastings-Est Robert Read (en) est nommé sénateur à Ottawa.

### Mars
- 20 mars : le conservateur John White (en) est élu sans opposition député fédéral de Hastings-Est à la suite de la nomination du Sénat du même parti Robert Read (en).
- 21 mars : le Parti libéral d'Edward Blake remporte l'élection générale avec 43 candidats élus et forme un mince gouvernement majoritaire. Les libéraux-conservateurs de John Sandfield Macdonald remportent 38 circonscriptions et forment l'Opposition officielle et le conservateur-libéral George McManus (en) remporte son siège de Cardwell. Le Parti libéral entame un règne qui va durer près de 35 ans.

### Juin
- 30 juin : le conservateur Frederick William Cumberland (en) est élu sans opposition député fédéral d'Algoma à la suite de la démission du même parti Wemyss Mackenzie Simpson (en).

### Juillet
- 1er juillet : Inauguration de la bibliothèque du Parlement d'Ottawa.
- 15 juillet : Phoebe Campbell (en), une jeune femme de 24 ans est accusée du meurtre de son mari avec une hache à Thorndale dans le Comté de Middlesex. Elle sera pendue dès l'année suivante.

### Décembre
- Décembre : le député provincial de Toronto-Est (en) Matthew Crooks Cameron (en) devient chef du Parti libéral-conservateur et chef de l'Opposition officielle.
- 20 décembre : le cabinet d'Edward Blake est assermenté qui succède du gouvernement de John Sandfield Macdonald lors de la défaite de l'élection générale du 21 mars.
- 27 décembre : le libéral John McLeod (en) est élu sans opposition député provincial de Durham-Ouest (en) à la suite de la démission du même parti d'Edward Blake qui choisit la circonscription de Bruce-Sud et le libéral-conservateur George Wellesley Hamilton (en) est réélu sans opposition député provincial de Prescott.
- 29 décembre : le libéral-conservateur Abram William Lauder est réélu député provincial de Grey-Sud.

## Naissances
- 30 janvier : Wilfred Lucas, acteur, réalisateur et scénariste († 5 décembre 1940).
- 16 juillet : George Stewart Henry, 10e premier ministre de l'Ontario († 2 septembre 1958).
- 8 septembre : Samuel McLaughlin, homme d'affaires et philanthrope († 6 janvier 1972).

## Décès
- 20 février : Paul Kane, peintre (° 3 septembre 1810).
- 10 mars : John Ross, président du Sénat du Canada (° 10 mars 1818).